# Неваде
За чланак о средњовековној тврђави, погледајте чланак Тврђава Неваде.
Неваде је приградско насеље у Србији у општини Горњи Милановац у Моравичком округу. Према попису из 2022. године било је 644 становника. Налази се на североисточној страни Горњег Милановца, поред пута за Крагујевац, на надморској висини од 330 до 600 м и површини од 1.047 ха.
Село је првобитно припадало општини и школи у суседном селу Сврачковци, а црквеној парохији цркве Свете Тројице у Горњем Милановцу. Сеоска слава је Бели петак.
Овде се налазе Стари споменици на сеоском гробљу у Невадама (општина Горњи Милановац), Споменик-усамљеник у Невадама и Крајпуташи браћи Ковачевић у Невадама.

## Историја
У овом селу има трагова из периода средњовековне Србије. Неваде је село које је први пут споменуто 1397. године. Тада је угарска војска упала у северне крајеве Србије и спалила две тврђаве у околини Рудника – Неваде и Честин. Тврђава Неваде је бранила важан пут који је спајао долине Груже и Деспотовице.
У турском попису из 1525. године забележено је да је имало 19 домова. Нема тумачења о настанку имена села. Најездом Турака село је исељено и опустело. У 18. веку населили су га досељеници из Црне Горе, Херцеговине и Сјеничке висоравни.
У ратовима у периоду од 1912. до 1918. године село је дало 105 ратника. Погинуло их је 53 а 52 је преживело.

## Познати становници
- Хаџи Продан Глигоријевић
- Чедомир Мирковић

## Демографија
У пописима село је 1910. године имало 613 становника, 1921. године 544, а 2002. године тај број се попео на 606.
У насељу Неваде живи 440 пунолетних становника, а просечна старост становништва износи 39,4 година (38,8 код мушкараца и 40,1 код жена). У насељу има 177 домаћинстава, а просечан број чланова по домаћинству је 3,10.
Ово насеље је великим делом насељено Србима (према попису из 2002. године), а у последња три пописа, примећен је пораст у броју становника.
|  |

| Демографија | Демографија | Демографија |
| Година      | Становника  | Становника  |
| ----------- | ----------- | ----------- |
| 1948.       | 582         |             |
| 1953.       | 572         |             |
| 1961.       | 579         |             |
| 1971.       | 514         |             |
| 1981.       | 396         |             |
| 1991.       | 504         | 496         |
| 2002.       | 549         | 555         |
| 2011.       | 627         |             |

| Етнички састав према попису из 2002.‍ | Етнички састав према попису из 2002.‍ | Етнички састав према попису из 2002.‍ | Етнички састав према попису из 2002.‍ | Етнички састав према попису из 2002.‍ |
| ------------------------------------ | ------------------------------------ | ------------------------------------ | ------------------------------------ | ------------------------------------ |
|                                      |                                      |                                      |                                      |                                      |
| Срби                                 | Срби                                 |                                      | 543                                  | 98,90%                               |
| Словенци                             | Словенци                             |                                      | 3                                    | 0,54%                                |
| Муслимани                            | Муслимани                            |                                      | 1                                    | 0,18%                                |
| Југословени                          | Југословени                          |                                      | 1                                    | 0,18%                                |
| непознато                            | непознато                            |                                      | 1                                    | 0,18%                                |

| Година пописа     | 1948. | 1953. | 1961. | 1971. | 1981. | 1991. | 2002. |
| ----------------- | ----- | ----- | ----- | ----- | ----- | ----- | ----- |
| Број домаћинстава | 119   | 124   | 150   | 139   | 121   | 149   | 177   |

| Број чланова      | 1  | 2  | 3  | 4  | 5  | 6 | 7 | 8 | 9 | 10 и више | Просек |
| ----------------- | -- | -- | -- | -- | -- | - | - | - | - | --------- | ------ |
| Број домаћинстава | 27 | 40 | 34 | 53 | 12 | 9 | 2 | 0 | 0 | 0         | 3,10   |

| Пол    | Укупно | Неожењен/Неудата | Ожењен/Удата | Удовац/Удовица | Разведен/Разведена | Непознато |
| ------ | ------ | ---------------- | ------------ | -------------- | ------------------ | --------- |
| Мушки  | 236    | 74               | 149          | 9              | 4                  | 0         |
| Женски | 238    | 48               | 151          | 33             | 5                  | 1         |
| УКУПНО | 474    | 122              | 300          | 42             | 9                  | 1         |

| Пол    | Укупно                    | Пољопривреда, лов и шумарство | Рибарство                            | Вађење руде и камена | Прерађивачка индустрија       |
| ------ | ------------------------- | ----------------------------- | ------------------------------------ | -------------------- | ----------------------------- |
| Мушки  | 125                       | 17                            | 0                                    | 0                    | 58                            |
| Женски | 116                       | 21                            | 0                                    | 0                    | 55                            |
| УКУПНО | 241                       | 38                            | 0                                    | 0                    | 113                           |
| Пол    | Производња и снабдевање   | Грађевинарство                | Трговина                             | Хотели и ресторани   | Саобраћај, складиштење и везе |
| Мушки  | 1                         | 8                             | 10                                   | 1                    | 10                            |
| Женски | 1                         | 0                             | 13                                   | 4                    | 1                             |
| УКУПНО | 2                         | 8                             | 23                                   | 5                    | 11                            |
| Пол    | Финансијско посредовање   | Некретнине                    | Државна управа и одбрана             | Образовање           | Здравствени и социјални рад   |
| Мушки  | 0                         | 4                             | 3                                    | 1                    | 0                             |
| Женски | 0                         | 3                             | 2                                    | 3                    | 5                             |
| УКУПНО | 0                         | 7                             | 5                                    | 4                    | 5                             |
| Пол    | Остале услужне активности | Приватна домаћинства          | Екстериторијалне организације и тела | Непознато            | Непознато                     |
| Мушки  | 1                         | 0                             | 0                                    | 11                   | 11                            |
| Женски | 2                         | 0                             | 0                                    | 6                    | 6                             |
| УКУПНО | 3                         | 0                             | 0                                    | 17                   | 17                            |